# Nintendo GameCube Memory Card

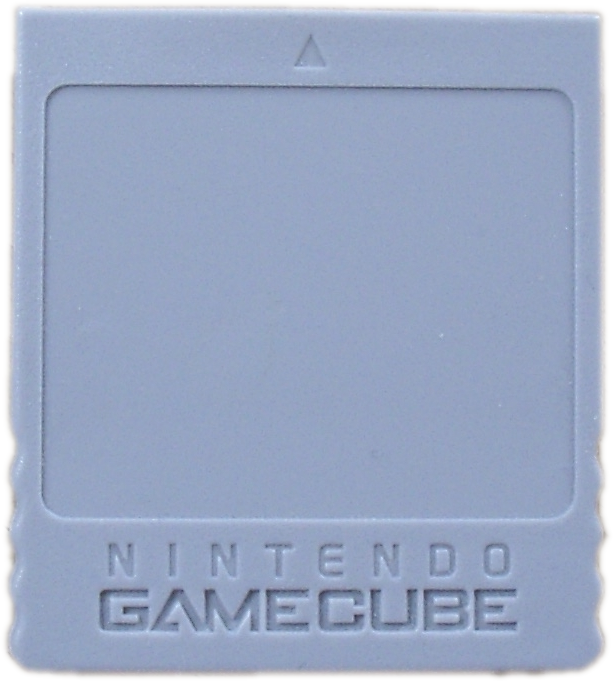
Scheda prodotta da Nintendo

Una Nintendo GameCube Memory Card è una scheda di memoria utilizzata dalla console Nintendo GameCube per memorizzare i salvataggi e altre informazioni dei videogiochi.

## Connessione
Le Memory Card si collegano attraverso apposite porte alla console, che dispone di due alloggiamenti.

## Modelli
La capienza delle Memory Card per Nintendo GameCube si misura in "blocchi", per semplificare la comprensione della grandezza. Esistono diversi modelli, ognuno differente dagli altri per la sua capacità di memorizzazione. I vari tagli delle schede di memoria (In corsivo sono indicati i tagli delle memory card ufficiali Nintendo) sono:
- 64 blocchi (4 MB);
- 256 blocchi (16 MB);
- 1024 blocchi (64 MB);
- 2048 blocchi (128 MB).

In realtà ogni scheda di memoria necessita di 5 blocchi per memorizzare dati di sistema. Per questo motivo le effettive capienze delle schede, ovvero le parti realmente utilizzabili, sono rispettivamente di 59, 251, 1019 e 2043 blocchi.
Su ogni scheda possono essere memorizzati fino ad un massimo di 127 file.
È possibile trovare con alcuni titoli First Party venduti per la console, una memory card allegata da 4 MB. Il motivo di tale aggiunta risiedeva nel fatto che questi giochi occupavano spesso da soli una quantità di blocchi tale da riempire anche metà dei 4 MB totali, quindi si aggiungeva una Memory Card nella confezione per non sfavorire i giocatori in possesso di una sola Scheda da 4 MB. Alcuni esempi di giochi con Scheda Memoria inclusa sono Animal Crossing e Pokémon Colosseum.

## Nintendo Wii

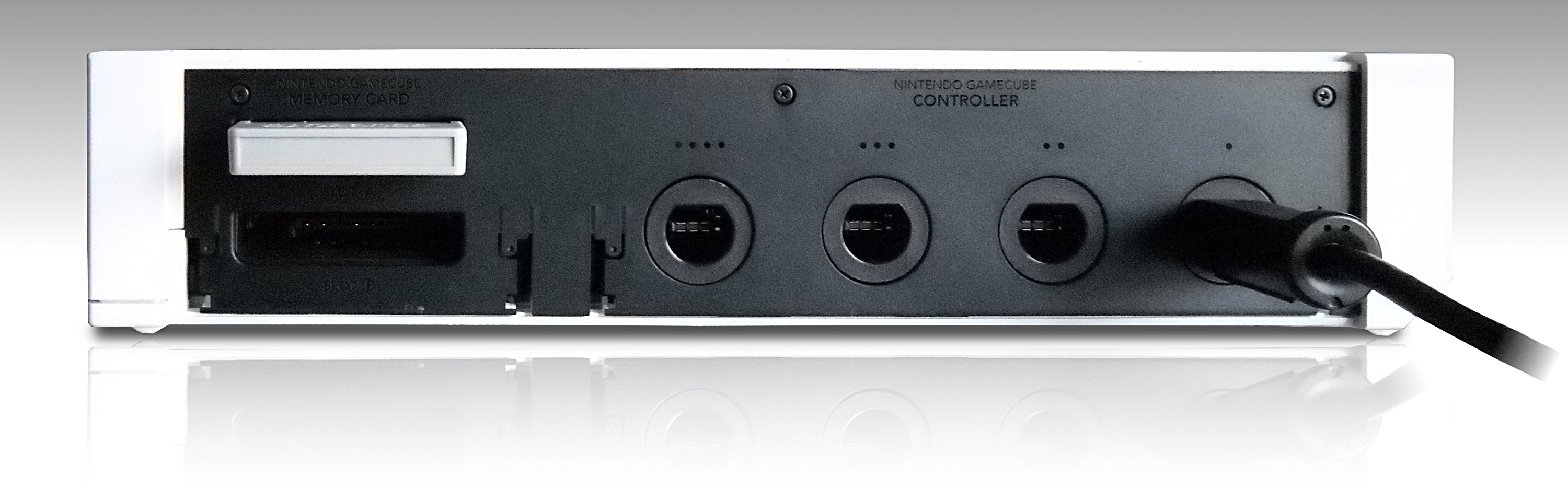
Un lato del Nintendo Wii. A sinistra è inserita una scheda di memoria GameCube, a destra è collegato un controller GameCube.

La successiva console prodotta da Nintendo, il Wii, è retrocompatibile con i videogiochi per Nintendo GameCube: supporta, oltre al collegamento di fino a quattro gamepad per GameCube, anche l'inserimento di due GameCube Memory Card nella parte superiore della console.
Un problema diffuso delle console Wii, dovuto al maggior calore prodotto, è la memory card 1024, che può venire corrotta diventando di fatto inutilizzabile.
È preferibile quindi utilizzare le memory card di tagli minori.